# Wilde (Eder)
Die Wilde (im Oberlauf auch Wölfte genannt) ist ein 17,1 Kilometer langer, südwestlicher und orographisch rechter Zufluss der Eder, der im Stadtgebiet von Bad Wildungen im Landkreis Waldeck-Frankenberg, Nordhessen (Deutschland) verläuft. Der Name ist eine Rückbildung aus dem Ortsnamen Bad Wildungen.

## Verlauf
Die Wölfte entspringt in der waldreichen Bergwelt des Kellerwalds in etwa 500 m Höhe an der Westflanke des Wölftekopfes (567,1 m ü. NHN), der sich westlich von Hundsdorf befindet, einem Stadtteil von Bad Wildungen. Von ihrer Quelle verläuft sie durch den Naturpark Kellerwald-Edersee in nordöstlicher Richtung und etwas nördlich vorbei an Hundsdorf. Etwa 600 m südlich entspringt die Urff, die zunächst parallel zur Wölfte fließt und sich ab Hundsdorf nach Südosten wendet.
Nordöstlich von Hundsdorf ändert die Wölfte ihren Lauf in Richtung Norden und fließt im Eschelgrund in die Gemarkung Albertshausen. Ab der Einmündung des von Westen kommenden kleinen Sillbachs wird sie auch Wilde genannt. Südlich des Dorfes Albertshausen bildet die Wölfte/ Wilde die Ortsbezirksgrenze zu Reinhardshausen und durchfließt diesen Stadtteil als Mühlengraben. Im weiteren Verlauf umfließt sie den Homberg (518 m) an seiner West-, Nordwest- und Nordflanke in nordöstlicher Richtung. Anschließend erreicht sie nach Osten fließend den Stadtteil Reitzenhagen, wo sie aus dem Kellerwald ausfließt und zugleich in das meist unbewaldete Wildunger Verstädterungsgebiet einfließt. Danach zwängt sie sich zwischen Altwildungen im Nordosten und der Kernstadt von Bad Wildungen im Südwesten hindurch und erreicht nach dem Unterqueren der B 485 nach Norden abknickend den östlichen Wildunger Stadtteil Wega.
Die Mündung der Wilde in die Eder befindet sich unmittelbar nördlich von Wega beim Ederkilometer 35,3 knapp 9 Kilometer unterhalb des Affolderner Sees. Der auf etwa 180 m Höhe gelegenen Wilde-Einmündung gegenüber liegt Wellen.

## Einzugsgebiet und Zuflüsse
Das Einzugsgebiet der Wilde – ein Gewässer III. Ordnung – ist 51,868 km² groß. Zu den Zuflüssen der Wilde gehören flussabwärts betrachtet mit orographischer Zuordnung (l = linksseitig, r = rechtsseitig), Gewässerlänge und Mündungsort mit Wildeflusskilometer:
- Sillbach (l; 1 km; zwischen Hundsdorf und Reinhardshausen; km 12,6)
- Bornebach (r; 2,5 km; zwischen Altwildungen und Bad Wildungen an Lindenstraße; km 5,4)
- Sonderbach (r; 8,1 km; am Bad Wildungener Bahnhof; Zuflüsse sind der Kaltebornsbach und der Uhrenbach/Urenbach; km 4,2)
- Großer Brunnenbach (r; 4 km; östlich von Bad Wildungen bei Berliner Straße; ein Zufluss ist der Erdbach; km 3,0)
- Landwehr (r; 3,9 km; östlich von Bad Wildungen an B 485; km 2,65)

## Ortschaften
Die Ortschaften an der Wilde sind (flussabwärts betrachtet):
- Bad Wildungen-Hundsdorf
- Bad Wildungen-Reinhardshausen
- Bad Wildungen-Reitzenhagen
- Bad Wildungen-Altwildungen
- Bad Wildungen
- Bad Wildungen-Wega